# Equitazione ai Giochi della XXX Olimpiade
Le gare di equitazione dei Giochi della XXX Olimpiade si sono svolte dal 28 luglio al 9 agosto 2012 al Greenwich Park di Londra. Si sono disputati sei eventi: concorso completo individuale e a squadre, dressage individuale e a squadre, salto ostacoli individuale e a squadre.

## Calendario
| Salto ostacoli    |  |  |  |                     |  |  |  |  |  | Squadre |         | Individuale |             | 2 |
| Dressage          |  |  |  |                     |  |  |  |  |  |         | Squadre |             | Individuale | 2 |
| Concorso completo |  |  |  | Individuale Squadre |  |  |  |  |  |         |         |             |             | 2 |
| Totale            |  |  |  | 2                   |  |  |  |  |  | 1       | 1       | 1           | 1           | 6 |

|  | Qualificazioni |  | FINALI |

## Podi
| Evento                 | Oro | Perf.  | Argento | Perf.  | Bronzo | Perf.  |
| Salto ostacoli         | |        | |        | |        |
| Individuale (dettagli) | Steve Guerdat (Nino des Buissonnets) | 0      | Gerco Schröder (London) | 0      | Cian O'Connor (Blue Loyd 12) | 4      |
| A squadre (dettagli)   | Gran Bretagna Scott Brash (Hello Sanctos) Peter Charles (Vindicat) Ben Maher (Tripple X) Nick Skelton (Big Star)                         | 8      | Paesi Bassi Marc Houtzager (Tamino) Gerco Schröder (London) Maikel Van Der Vleuten (Verdi) Jur Vrieling (Bubalo)                                                    | 8      | Arabia Saudita Ramzy Al Duhami (Bayard van de Villa There) S.A.R. Principe Abd Allah bin Mut'ib Al Sa'ud (Davos) Kamal Bahamdan (Noblesse des Tess) Abdullah Waleed Sharbatly (Sultan) | 14     |
| Dressage               | |        | |        | |        |
| Individuale (dettagli) | Charlotte Dujardin (Valegro) | 90.089 | Adelinde Cornelissen (Parzival) | 88.196 | Laura Bechtolsheimer (Mistral Hojris) | 84.339 |
| A squadre (dettagli)   | Gran Bretagna Carl Hester (Uthopia) Laura Bechtolsheimer (Mistral Hojris) Charlotte Dujardin (Valegro)                                   | 79.979 | Germania Dorothee Schneider (Diva Royal) Kristina Sprehe (Desperados) Helen Langehanenberg (Damon Hill)                                                             | 78.216 | Paesi Bassi Anky van Grunsven (Salinero) Edward Gal (Undercover) Adelinde Cornelissen (Parzival)                                                                                       | 77.124 |
| Concorso completo      | |        | |        | |        |
| Individuale (dettagli) | Michael Jung (Sam) | 40.60  | Sara Algotsson Ostholt (Wega) | 43.30  | Sandra Auffarth (Opgun Louvo) | 44.80  |
| A squadre (dettagli)   | Germania Peter Thomsen (Barny) Dirk Schrade (King Artus) Sandra Auffarth (Opgun Louvo) Michael Jung (Sam) Ingrid Klimke (Butts Abraxxas) | 133.70 | Gran Bretagna William Fox-Pitt (Lionheart) Nicola Wilson (Opposition Buzz) Zara Phillips (High Kingdom) Mary King (Imperial Cavalier) Kristina Cook (Miners Frolic) | 138.20 | Nuova Zelanda Jonelle Richards (Flintstar) Caroline Powell (Lenamore) Jonathan Paget (Clifton Promise) Andrew Nicholson (Nereo) Mark Todd (Campino)                                    | 144.40 |

## Medagliere
| Posizione | Paese          |   |   |   | Totale |
| --------- | -------------- | - | - | - | ------ |
| 1         | Gran Bretagna  | 3 | 1 | 1 | 5      |
| 2         | Germania       | 2 | 1 | 1 | 4      |
| 3         | Svizzera       | 1 | 0 | 0 | 1      |
| 4         | Paesi Bassi    | 0 | 3 | 1 | 4      |
| 5         | Svezia         | 0 | 1 | 0 | 1      |
| 6         | Nuova Zelanda  | 0 | 0 | 1 | 1      |
| 6         | Arabia Saudita | 0 | 0 | 1 | 1      |
| 6         | Irlanda        | 0 | 0 | 1 | 1      |
| Totale    | Totale         | 6 | 6 | 6 | 18     |